# بروکساید (آلاباما)
بروکساید  شهری است در ایالت آلاباما در کشور آمریکا.

## مکان
بروکساید در موقعیت () قرار دارد.
با توجه به اطلاعات اداره آمار آمریکا مساحت آن در حدود ۱۵٫۵ کیلومترمربع است.

## مردم‌شناسی
با توجه به آمار سال ۲۰۰۰ جمعیت آن ۱۳۹۳ نفر، ۵۴۶ خانواده در آن ساکن هستند.
تعداد ۶۱۳ واحد خانه در هر مساحت تقریبی (۳۹،۶akm²) قرار دارد.
۲۴،۸% درصد از خانواده‌های فرزند زیر ۱۸ سال داشتند که از این تعداد ۵۱،۶% درصد زوج بوده و ۱۵،۸% درصد زنان بدون شوهر و ۲۸% درصد نیز غیر خانواده بودند.
متوسط درآمد یک خانواده در حدود ۳۴،۸۲۱ دلار آمریکا است و زنان درآمد متوسط ۳۰،۹۰۰ دلار آمریکا و مردان درآمد متوسط ۲۱،۵۶۳ دلار آمریکا بدست می‌آورند.